# Kanton Rixheim
Der Kanton Rixheim ist seit 2015 ein französischer Wahlkreis im Arrondissement Mulhouse im Arrondissement Mulhouse, im Département Haut-Rhin und in der Region Grand Est.

## Geschichte
Der Kanton wurde anlässlich einer Wahlkreisreform, die am 22. März 2015 in Kraft trat, neu gebildet. Die 12 Gemeinden gehörten bis 2015 zu den Kantonen Illzach (9 der 11 Gemeinden) und Habsheim (3 der 5 Gemeinden).

## Geografie
Der Kanton Rixheim grenzt im Norden an den Kanton Ensisheim, im Süden an den Kanton Brunstatt-Didenheim sowie im Westen an die Kantone Mulhouse-3 und Wittenheim.

## Gemeinden
Der Kanton besteht aus zwölf Gemeinden mit insgesamt 48.872 Einwohnern (Stand: 1. Januar 2022) auf einer Gesamtfläche von 181,88 km²:
| Gemeinde       | Elsässisch | Deutsch     | Einwohner (2022) | Fläche (km²) | Code postal | Code Insee |
| -------------- | ---------- | ----------- | ---------------- | ------------ | ----------- | ---------- |
| Baldersheim    | Bàldersche | Baldersheim | 2.577            | 12,76        | 68390       | 68015      |
| Bantzenheim    | Bànzene    | Banzenheim  | 1.624            | 21,22        | 68490       | 68020      |
| Battenheim     | Bàttene    | Battenheim  | 1.552            | 16,88        | 68390       | 68022      |
| Chalampé       | Schàlàmpi  | Eichwald    | 996              | 4,77         | 68490       | 68064      |
| Habsheim       | Hàbse      | Habsheim    | 5.061            | 15,63        | 68440       | 68118      |
| Hombourg       | Humburg    | Homburg     | 1.364            | 15,32        | 68490       | 68144      |
| Niffer         | Nifer      | Niffer      | 977              | 8,72         | 68680       | 68238      |
| Ottmarsheim    | Ottmersche | Ottmarsheim | 2.025            | 25,67        | 68490       | 68253      |
| Petit-Landau   | Làndài     | Landau      | 820              | 17,51        | 68490       | 68254      |
| Riedisheim     | Riedese    | Riedisheim  | 12.154           | 6,96         | 68400       | 68271      |
| Rixheim        | Rìxa       | Rixheim     | 14.125           | 19,53        | 68170       | 68278      |
| Sausheim       | Sàise      | Sausheim    | 5.597            | 16,91        | 68390       | 68300      |
| Kanton Rixheim | Rìxa       | Rixheim     | 48.872           | 181,88       | -           | 6813       |

## Politik
Im 1. Wahlgang am 22. März 2015 erreichte keines der fünf Kandidatenpaare die absolute Mehrheit. Bei der Stichwahl am 29. März 2015 gewann das Gespann Olivier Becht/Patricia Fuchs (beide UD) gegen Aurore Bohrer/Sylvain Schaub (beide FN) mit einem Stimmenanteil von 71,27 % (Wahlbeteiligung:46,98 %). Olivier Becht wurde 2017 Abgeordneter in Paris. Ihn ersetzte Marc Munck bei der Nachwahl 2017.
Seit 2015 hat der Kanton folgende Abgeordnete im Rat des Départements:
| Vertreter im Rat des Départements | Vertreter im Rat des Départements        | Vertreter im Rat des Départements |
| Amtszeit                          | Name                                     | Partei                            |
| --------------------------------- | ---------------------------------------- | --------------------------------- |
| 2015–2017                         | Olivier Becht Patricia Fuchs             | Union de la droite                |
| 2017–                             | Patricia Bohn (ehemals Fuchs) Marc Munck | Union de la droite                |